# Alex Calderoni
Alex Calderoni (Ravena, 31 de maio de 1976) é um futebolista italiano que joga atualmente no Torino da Itália.